# Lupaeus filipinus
Lupaeus filipinus är en spindeldjursart som först beskrevs av Corpuz-Raros 1996.  Lupaeus filipinus ingår i släktet Lupaeus och familjen Cunaxidae. Inga underarter finns listade i Catalogue of Life.